# Lew Alexandrowitsch Russow
Lew Alexandrowitsch Russow (russisch Лев Александрович Русов, wiss. Transliteration Leo Alexandrovič Russow; * 31. Januar 1926 in Leningrad; † 20. Februar 1987 in Leningrad, UdSSR) war ein sowjetisch-russischer Maler und Mitglied des Leningrader Künstlerverbandes, einer der wichtigsten Vertreter der Leningrader Schule für Malerei.

## Werdegang
Die Eltern von Lew Alexandrowitsch Russow waren Angestellte. Im Jahr 1947 absolvierte er die Leningrader Kunsthochschule, 1948 trat er in die Akademie der Bildenden Künste ein, verließ sie aber nach wegen Krankheit nach zwei Jahren wieder. Seit 1954 beteiligte er sich an Ausstellungen Leningrader Künstler. Neben Radierungen malte er  spätimpressionistische  Porträts, Landschaften, Genreszenen, Stillleben in der Öl und  als Aquarelle. Im Jahr 1955 wurde er in die Leningrader Künstlervereinigung aufgenommen. 
Lew Alexandrowitsch Russow starb am 20. Februar 1987 im Leningrad. Die Gemälde Russows hängen in Kunstmuseen und in zahlreichen privaten Sammlungen in Russland, den USA, Finnland, Frankreich, Japan und anderen Ländern. 

## VIDEO
- Maler Lew Alexandrowitsch Russow (1926-1987)
- Portrait painting of 1920-1990s. The Leningrad School. Part 1
- Portrait in painting of 1920-1990s. The Leningrad School. Part 2
- Portrait in painting of 1920-1990s. The Leningrad School. Part 3
- City of Leningrad and his citizens in Painting of 1930-1990s. Part 2